# 弗朗切斯科·迪富尔维奥
弗朗切斯科·迪富尔维奥（義大利語：Francesco Di Fulvio，1993年8月15日—），意大利男子水球运动员。他曾代表意大利国家队参加2016年和2020年夏季奥林匹克运动会水球比赛，其中2016年奥运会获得一枚铜牌。